# Felisburgo
Felizburgo es un municipio brasileño del estado de Minas Gerais. Su población estimada en 2004 era de 7.342 habitantes.
Es la ciudad con el mayor IDH del Bajo Jequitinhonha.